# Paramount Comedy (Italia)
Paramount Comedy è stata un'emittente televisiva italiana.

## Storia
Paramount Comedy nasce il 1º dicembre 2004 su iniziativa di MTV Italia S.r.l., di proprietà di Viacom, in collaborazione con la Paramount Pictures. La rete ha trasmesso una programmazione dedicata all'intrattenimento comico basato su telefilm, cartoni animati, programmi originali e cabaret. Era sintonizato sul canale 115 del bouquet digitale di Sky Italia.
Mentre le attività di comunicazioni di Paramount Comedy si concentrarono sul lancio del canale stesso, verso fine 2006, con un investimento annuale di 2 milioni di euro, queste si concentrarono sul suo contenuto. Il canale era associato all'agenzia creativa This is a Thing e al centro di pianificazione media Maxus BBS. Il lancio pubblicitario del canale avvenne tra dicembre 2006 e gennaio 2007, con la promozione dei propri contenuti in modo similmente al suo modello di riferimento Comedy Central. Nello stesso periodo, Paramount Comedy raggiunse due accordi con Warner Bros. e CBS Paramount. Con il nuovo palinsesto, l'investimento nelle produzioni originali (riguardanti per la maggior parte cabaret) era del 30% del budget del canale.
Originariamente trasmetteva solo dalle 20:00 fino alle 6:00, dividendo la propria programmazione con Nickelodeon, che trasmetteva dalle 6:00 alle 20:00. Dal 12 giugno 2006, Paramount Comedy trasmetteva 24 ore su 24. Il 30 aprile 2007, il canale diventa Comedy Central, riprendendo di fatto il nome dell'omonima rete statunitense. La voce ufficiale dei promo del canale era quella del doppiatore Paolo De Santis, attuale speaker di Comedy Central.

## Programmi trasmessi
Alcune delle serie televisive e dei programmi del canale:
- Almost Perfect
- Bar Stadio
- Becker
- Casa Keaton
- Cin cin
- Courting Alex
- Frasier
- Get Smart
- Giudice di notte
- Jon Stewart Show
- M*A*S*H
- Markette
- Mork e Mindy
- MTV Trip
- Out of Practice - Medici senza speranza
- Porno: un affare di famiglia
- Queer Eye
- Related
- Seinfeld
- So NoTORIous
- That's My Bush!
- The Comeback
- The King of Queens
- The War At Home
- Tutti amano Raymond
- Tutti odiano Chris

### Serie animate
- Beavis and Butt-head
- Comedy ILL-ustrated
- Drawn Together
- Fuori di zukka
- Interviste mai viste
- Odd Job Jack
- South Park
- The Boondocks